# A Forma na Arquitetura
A forma na arquitetura é um livro do arquiteto Oscar Niemeyer, publicado em 1978, pela editora Avenir.
Neste livro Niemeyer discute o funcionalismo, o formalismo na arquitetura e explica a importância plástica do conjunto da Pampulha e de toda sua obra.

“"Aos que reclamavam do arrojo de nossa arquitetura, não dávamos resposta. Deviam saber, como nós, que a arquitetura, quando o tema permite, deve exprimir o progresso técnico da época em que é realizada".”

— Oscar Niemeyer

## Edições
Atualmente o livro é editado pela Revan, sob o ISBN 85-7106-329-X.